# Museo Antonio Campillo
El Museo Antonio Campillo es un museo de arte contemporáneo dedicado principalmente al escultor Antonio Campillo Párraga que está situado en la ciudad de Ceutí en la Región de Murcia.
El edificio era una vivienda señorial del siglo XIX que el ayuntamiento de Ceutí adquirió a finales de los años noventa y acondicionó para albergar el Museo etnográfico de la ciudad y cuando en 2003 Antonio Campillo cedió varias de sus obras a la ciudad se habilitó como Casa Museo mientras el museo etnográfico se trasladó a la casa de las 7 chimeneas o Museo de la Conserva Vegetal y las costumbres.
La casa tiene una fachada de estilo modernista y consta de tres plantas comunicadas mediante escaleras con salas a ambos lados. Dispone de una colección de 68 esculturas del autor y cuarenta de sus dibujos ofreciendo una completa visión de su desarrollo profesional. En ocasiones ofrece exposiciones temporales de arte moderno.
En la planta baja se encuentra una descripción de la vida del escultor y varios de los cuadros que tenía en su colección particular, así como una muestra de sus obras religiosas dedicadas a la virgen. En el primer piso se pueden encontrar obras realizadas en bronce y en barro cocido y una sala dedicada a la figura de la mujer. En el segundo piso existen una serie de esculturas de mujeres montadas en bicicleta y otra de mujeres subidas a caballo.